# 香農城 (愛荷華州)
香農城（英語：Shannon City）是一個位於美國愛荷華州尤寧縣和靈戈爾德縣的城市。

## 地理
香農城的座標為40°53′59″N 94°15′50″W / 40.89972°N 94.26389°W，而該地的平均海拔高度為373米（即1224英尺）。

## 人口
根據2010年美國人口普查的數據，香農城的面積為1.06平方千米，當中陸地面積為1.06平方千米，而水域面積為0.00平方千米。當地共有人口71人，而人口密度為每平方千米66人。